# Ben Saunders (lutador)
Ben Saunders (Fort Lauderdale, 13 de abril de 1983) é um lutador norte-americano de artes marciais mistas, atualmente compete no meio-médio do UFC. Ele foi participante do The Ultimate Fighter 6: Team Hughes vs. Team Serra, lutando no Time Serra.

## Carreira no MMA

### The Ultimate Fighter
Saunders derrotou Dan Barrera por decisão majoritária no round preliminar da competição. Saunders teria pego gripe após a luta contra Barrera. Apesar da doença, Saunders competiu nas quartas-de-final contra Tom Speer, perdendo por decisão unânime.

### Ultimate Fighting Championship
Saunders derrotou Dan Barrera no The Ultimate Fighter: Team Hughes vs. Team Serra Finale por decisão unânime.
Em sua segunda luta no UFC, Saunders derrotou o estreante Ryan Thomas por finalização no segundo round.
Em sua terceira luta enfrentou Brandon Wolff, derrotando-o por nocaute técnico no primeiro round, aplicando 42 joelhadas em seu oponente. Isso deixo o rosto de Wolff cheio de sangue e inchaços. Após a luta fizeram muitas comparações dele com Anderson Silva, que é conhecido pela sua força no clinch de Muay Thai.
A luta seguinte de Saunders aconteceria no UFC 96 contra Dustin Hazelett, porém uma lesão tirou Hazelett da luta. Saunders então enfrentaria o estreante do UFC Ryan Madigan. Porém, Saunders também se retirou da luta com uma lesão no pé.
Em 28 de fevereiro de 2009 foi confirmado que Saunders enfrentaria Mike Swick no UFC 99. Saunders foi derrotado por nocaute técnico no segundo round.
Saunders derrotou Marcus Davis em 21 de Novembro de 2009, por nocaute aos 3:24 do primeiro round no UFC 106 tornando-se o primeiro a nocautear Davis.
Saunders era esperado para enfrentar o figurador do top 10 dos meio-médios Martin Kampmann no UFC 111 em Março. Porém, uma lesão forçou Kampmann a se retirar do card e Saunders então enfrentaria Jake Ellenberger. Em 25 de Março de 2010, a notícia que a tomografia pré-luta de Thiago Alves achou uma irregularidade em seu cérebro, e não foi liberado para lutar. Saunders para enfrentar o adversário de Alves e ex-desafiante n°1 Jon Fitch, forçando o oponente de Saunders, Ellenberger a se retirar da luta. Saunders perdei para Fitch por decisão unânime.
Saunders em seguida enfrentou Dennis Hallman em 7 de Agosto de 2010 no UFC 117. Ben perdeu a luta por decisão unânime. Com a derrota, Saunders foi cortado da promoção do UFC.

### Bellator Fighting Championships
Em 3 de Fevereiro foi anunciado pelo Bellator que Saunders entrou para a promoção para competir na divisão dos meio-médios. Porém ele não fez parte do Torneio da 4ª Temporada, Saunders fez apenas lutas no card principal.
No Bellator 39 Saunders derrotou Matt Lee por nocaute técnico (interrupção médica) no terceiro round após joelhadas e cotoveladas brutais em Lee no clinch.
Saunders era esperado para lutar no Bellator 47, porém teve que se retirar do evento devido a uma lesão desconhecida sofrida nos treinamentos.
Saunders era esperado para enfrentar Rick Hawn no Bellator 49. Porém Hawn se retirou da luta com uma lesão no joelho. Saunders continuou na luta e enfrentou Chris Cisneros. Saunders venceu por nocaute técnico no terceiro round.
Nas semifinais, Saunders enfrentou Luis Santos no Bellator 53. Após sofrer uma queda no começo do primeiro round, Saunders foi controlado o round, sendo sufocado por Santos com várias tentativas de finalizações, fazendo transições do triângulo reverso para a omoplata. O segundo round começou de forma semelhante com Saunders quase recebendo uma omoplata em duas ocasiões. Saunders finalmente conseguiu finalizar seu oponente com uma americana em uma transição de uma tentativa de um triângulo de braço da meia guarda no terceiro round.
Na final, ele enfrentou Douglas Lima no Bellator 57 e perdeu por nocaute no segundo round.
Saunders participou do Torneio Meio Médio da 6ª Temporada do Bellator. Saunders enfrentou Raul Amaya nas quartas de final no Bellator 63 e venceu por decisão unânime.
Saunders perdeu por decisão unânime para Bryan Baker nas semifinais no Bellator 67.
Saunders derrotou Brian Warren em apenas 22 segundos do primeiro round por nocaute técnico no Bellator 72.
O Bellator anunciou que Saunders competiria no Torneio Meio Médio da 8ª Temporada. Saunders derrotou Koffi Adzitso por decisão unânime no Bellator 86 nas quartas de final.
Saunders fez uma revanche contra Raul Amaya no Bellator 90 nas semifinais e venceu por nocaute no primeiro round.
Saunders era esperado para enfrentar Douglas Lima em uma revanche na final do Torneio no Bellator 93. Porém, Lima quebrou sua mão e a luta foi cancelada. A luta enfim aconteceu no Bellator 100, e teve o mesmo desfecho do primeiro combate, com vitória de Lima por por nocaute.

### Titan Fightng Championship
Saunders era esperado para estrear no TFC contra Matthew Riddle em 22 de Agosto de 2014 no Titan FC 29. No entanto, uma lesão tirou Riddle do combate e o TFC liberou Saunders para assinar com o UFC.

### Retorno ao UFC
Saunders fez seu retorno ao UFC contra Chris Heatherly em 23 de Agosto de 2014 no UFC Fight Night: Henderson vs. dos Anjos. Ele venceu por finalização no primeiro round com uma omoplata. Essa foi a primeira omoplata na história do UFC, e lhe rendeu o bônus de Performance da Noite.
Saunders enfrentou Joe Riggs em 13 de Dezembro de 2014 no UFC on Fox: dos Santos vs. Miocic e venceu a luta por finalização após uma lesão no pescoço de seu adversário.
Saunders era esperado enfrentar o prospecto brasileiro Erick Silva em 21 de Março de 2015 no UFC Fight Night: Maia vs. LaFlare. No entanto, uma lesão o tirou do evento, sendo substituído por Josh Koscheck.
Saunders enfrentou Kenny Robertson em 25 de Julho de 2015 no UFC on Fox: Dillashaw vs. Barão II e o venceu por decisão dividida, em uma ótima e equilibrada luta.
Saunders enfrentou Patrick Côté em 17 de Janeiro de 2016 no UFC Fight Night: Dillashaw vs. Cruz e foi derrotado por nocaute técnico no segundo round.

## Cartel no MMA
| Cartel no MMA   |             |             |
| 37 lutas        | 22 vitórias | 13 derrotas |
| Por nocaute     | 11          | 9           |
| Por finalização | 6           | 1           |
| Por decisão     | 5           | 3           |
| Empates         | 2           | 2           |

| Res.    | Cartel  | Oponente             | Método                                      | Evento                                   | Data       | Round | Tempo | Local                        | Notas                                                            |
| ------- | ------- | -------------------- | ------------------------------------------- | ---------------------------------------- | ---------- | ----- | ----- | ---------------------------- | ---------------------------------------------------------------- |
| Derrota | 22-13-2 | Matt Brown           | Nocaute (cotovelada e socos)                | UFC 245: Usman vs. Covington             | 14/12/2019 | 2     | 4:55  | Las Vegas, Nevada            |                                                                  |
| Derrota | 22-12-2 | Takashi Sato         | Nocaute Técnico (cotoveladas e socos)       | UFC Fight Night: Jacaré vs. Hermansson   | 27/04/2019 | 2     | 1:18  | Sunrise, Florida             |                                                                  |
| Derrota | 22-11-2 | Lyman Good           | Nocaute (socos)                             | UFC 230: Cormier vs. Lewis               | 03/11/2018 | 1     | 1:32  | Nova Iorque, Nova Iorque     |                                                                  |
| Derrota | 22-10-2 | Sérgio Moraes        | Finalização (katagatame)                    | UFC Fight Night: Santos vs. Anders       | 22/09/2018 | 2     | 4:42  | São Paulo                    |                                                                  |
| Vitória | 22-9-2  | Jake Ellenberger     | Nocaute Técnico (joelhada no corpo e socos) | UFC Fight Night: Rivera vs. Moraes       | 01/06/2018 | 1     | 1:56  | Utica, Nova Iorque           | Performance da Noite.                                            |
| Derrota | 21-9-2  | Alan Jouban          | Nocaute (chute na perna e soco)             | UFC on Fox: Emmett vs. Stephens          | 24/02/2018 | 2     | 2:38  | Orlando, Florida             | Luta da Noite.                                                   |
| Derrota | 21-8-2  | Peter Sobotta        | Nocaute Técnico (socos e joelhada)          | UFC Fight Night: Gustafsson vs. Teixeira | 28/05/2017 | 2     | 2:29  | Estocolmo                    |                                                                  |
| Vitória | 21-7-2  | Court McGee          | Decisão (unânime)                           | UFC Fight Night: Rodríguez vs. Penn      | 15/01/2017 | 3     | 5:00  | Phoenix, Arizona             |                                                                  |
| Vitória | 20-7-2  | Jacob Volkmann       | Finalização (chave de braço)                | Fight Night at the Island                | 09/09/2016 | 1     | 0:17  | Welch, Minnesota             |                                                                  |
| Derrota | 19-7-2  | Patrick Côté         | Nocaute Técnico (socos)                     | UFC Fight Night: Dillashaw vs. Cruz      | 17/01/2016 | 2     | 1:14  | Boston, Massachusetts        |                                                                  |
| Vitória | 19-6-2  | Kenny Robertson      | Decisão (dividida)                          | UFC on Fox: Dillashaw vs. Barão II       | 25/07/2015 | 3     | 5:00  | Chicago, Illinois            |                                                                  |
| Vitória | 18-6-2  | Joe Riggs            | Finalização (lesão no pescoço)              | UFC on Fox: dos Santos vs. Miocic        | 13/12/2014 | 1     | 0:57  | Phoenix, Arizona             |                                                                  |
| Vitória | 17-6-2  | Chris Hatherly       | Finalização (omoplata)                      | UFC Fight Night: Henderson vs. dos Anjos | 23/08/2014 | 1     | 2:18  | Tulsa, Oklahoma              | Retorno ao UFC; Performance da Noite; Finalização do ano (2014). |
| Derrota | 16-6-2  | Douglas Lima         | Nocaute (chute na cabeça)                   | Bellator 100                             | 20/09/2013 | 2     | 4:33  | Phoenix, Arizona             | Final do Torneio da 8ª Temporada do Bellator.                    |
| Vitória | 16-5-2  | Raul Amaya           | Nocaute (chute na cabeça)                   | Bellator 90                              | 21/02/2013 | 1     | 2:56  | West Valley City, Utah       | Semifinal do Torneio da 8ª Temporada do Bellator.                |
| Vitória | 15-5-2  | Koffi Adzitso        | Decisão (unânime)                           | Bellator 86                              | 24/01/2013 | 3     | 5:00  | Thackerville, Oklahoma       | Quartas de final do Torneio da 8ª Temporada do Bellator.         |
| Vitória | 14-5-2  | Brian Warren         | Nocaute Técnico (joelhadas)                 | Bellator 72                              | 20/07/2012 | 1     | 0:22  | Tampa, Florida               |                                                                  |
| Derrota | 13-5-2  | Bryan Baker          | Decisão (unânime)                           | Bellator 67                              | 04/05/2012 | 3     | 5:00  | Rama, Ontario                | Semifinal do Torneio da 6ª Temporada do Bellator                 |
| Vitória | 13-4-2  | Raul Amaya           | Decisão (unânime)                           | Bellator 63                              | 30/03/2012 | 3     | 5:00  | Uncasville, Connecticut      | Quartas de final do Torneio da 6ª Temporada do Bellator          |
| Derrota | 12-4-2  | Douglas Lima         | Nocaute (socos)                             | Bellator 57                              | 12/11/2011 | 2     | 1:21  | Rama, Ontario                | Final do Torneio da 5ª Temporada do Bellator                     |
| Vitória | 12-3-2  | Luis Santos          | Finalização (americana)                     | Bellator 53                              | 08/10/2011 | 3     | 1:45  | Miami, Oklahoma              | Semifinal do Torneio da 5ª Temporada do Bellator                 |
| Vitória | 11-3-2  | Chris Cisneros       | Nocaute Técnico (joelhada e socos)          | Bellator 49                              | 10/09/2011 | 3     | 0:29  | Atlantic City, New Jersey    | Quartas de final do Torneio da 5ª Temporada do Bellator          |
| Vitória | 10-3-2  | Matt Lee             | Nocaute Técnico (interrupção médica)        | Bellator 39                              | 02/04/2011 | 3     | 1:24  | Uncasville, Connecticut      | Estreia no Bellator                                              |
| Vitória | 9-3-2   | Elijah Harshbarger   | Finalização (socos e cotoveladas)           | WEF: Saunders vs. Harshbarger            | 06/11/2010 | 1     | 4:21  | Kissimmee, Florida           |                                                                  |
| Derrota | 8-3-2   | Dennis Hallman       | Decisão (unânime)                           | UFC 117: Silva vs. Sonnen                | 07/08/2010 | 3     | 5:00  | Oakland, California          |                                                                  |
| Derrota | 8-2-2   | Jon Fitch            | Decisão (unânime)                           | UFC 111: St. Pierre vs. Hardy            | 27/03/2010 | 3     | 5:00  | Newark, New Jersey           |                                                                  |
| Vitória | 8-1-2   | Marcus Davis         | Nocaute (joelhadas)                         | UFC 106: Ortiz vs. Griffin II            | 21/11/2009 | 1     | 3:24  | Las Vegas, Nevada            |                                                                  |
| Derrota | 7-1-2   | Mike Swick           | Nocaute Técnico (socos)                     | UFC 99: The Comeback                     | 13/06/2009 | 2     | 3:47  | Cologne                      |                                                                  |
| Vitória | 7-0-2   | Brandon Wolff        | Nocaute Técnico (joelhadas)                 | UFC: Fight for the Troops                | 10/12/2008 | 1     | 1:49  | Fayetteville, North Carolina |                                                                  |
| Vitória | 6-0-2   | Ryan Thomas          | Finalização (chave de braço)                | UFC 87: Seek and Destroy                 | 10/08/2008 | 2     | 2:28  | Minneapolis, Minnesota       |                                                                  |
| Vitória | 5-0-2   | Dan Barrera          | Decisão (unânime)                           | The Ultimate Fighter 6 Finale            | 08/12/2007 | 3     | 5:00  | Las Vegas, Nevada            | Estreia no UFC                                                   |
| Vitória | 4-0-2   | Charles Blanchard    | Finalização (chave de braço)                | Combat Fighting Championships 3          | 17/02/2007 | 1     | 0:46  | Orlando, Florida             |                                                                  |
| Vitória | 3-0-2   | Kenny Stevens        | Nocaute Técnico (socos)                     | Combat Fighting Championship 1           | 15/07/2006 | 3     | 3:05  | Orlando, Florida             |                                                                  |
| Vitória | 2-0-2   | Rick Delvecchio      | Nocaute (chute na cabeça)                   | Absolute Fighting Championships 15       | 18/02/2006 | 1     | 4:31  | Fort Lauderdale, Florida     |                                                                  |
| Vitória | 1-0-2   | Reggie Pena          | Finalização (triângulo)                     | Absolute Fighting Championships 14       | 12/12/2005 | 1     | 1:12  | Fort Lauderdale, Florida     |                                                                  |
| Empate  | 0-0-2   | Diego Lionel Vitosky | Empate                                      | Absolute Fighting Championships 12       | 30/04/2005 | 2     | 5:00  | Fort Lauderdale, Florida     |                                                                  |
| Empate  | 0-0-1   | Crafton Wallace      | Empate                                      | Absolute Fighting Championships 8        | 01/05/2004 | 2     | 5:00  | Fort Lauderdale, Florida     | Estreia no MMA                                                   |